# Labichea
Labichea là một chi thực vật có hoa trong họ Đậu.